# Poisson fourrage
Cet article court présente un sujet plus développé dans : Farine de poisson.

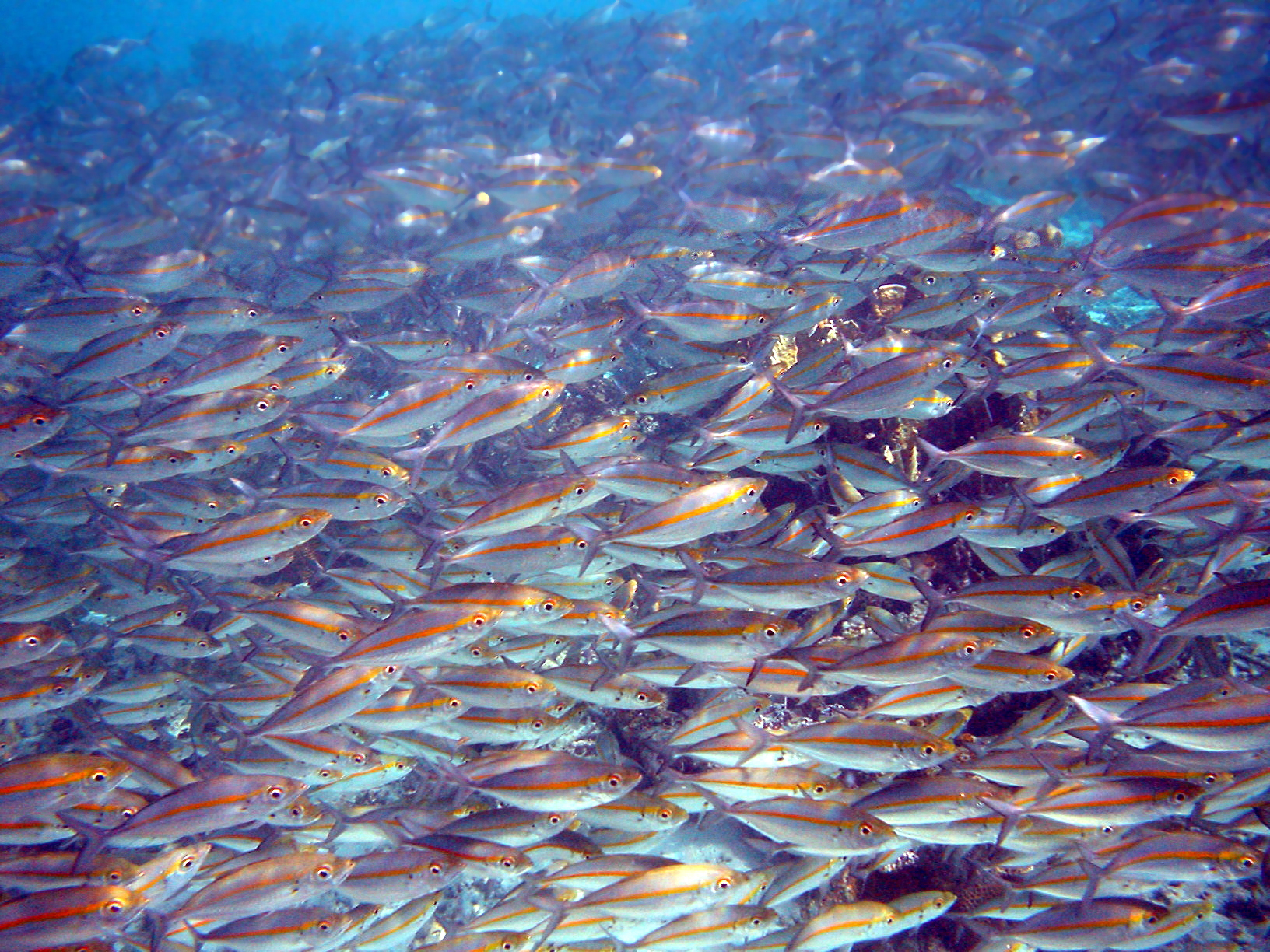
Ces petits Pterocaesio chrysozona sont des « poissons fourrage ».

Le poisson fourrage est un nom donné aux petits poissons, qu'ils soient d'eau douce du genre ablette, gardon ou d'eau de mer, et qui servent de nourriture aux poissons carnassiers.
Une grande partie de ces poissons sont transformés en farine pour servir d'aliments aux poissons d'élevage. La surpêche qui en résulte menace les populations de poissons, ceux pêchés et les carnassiers qui s'en nourrissent.